# Deutsches Papiermuseum

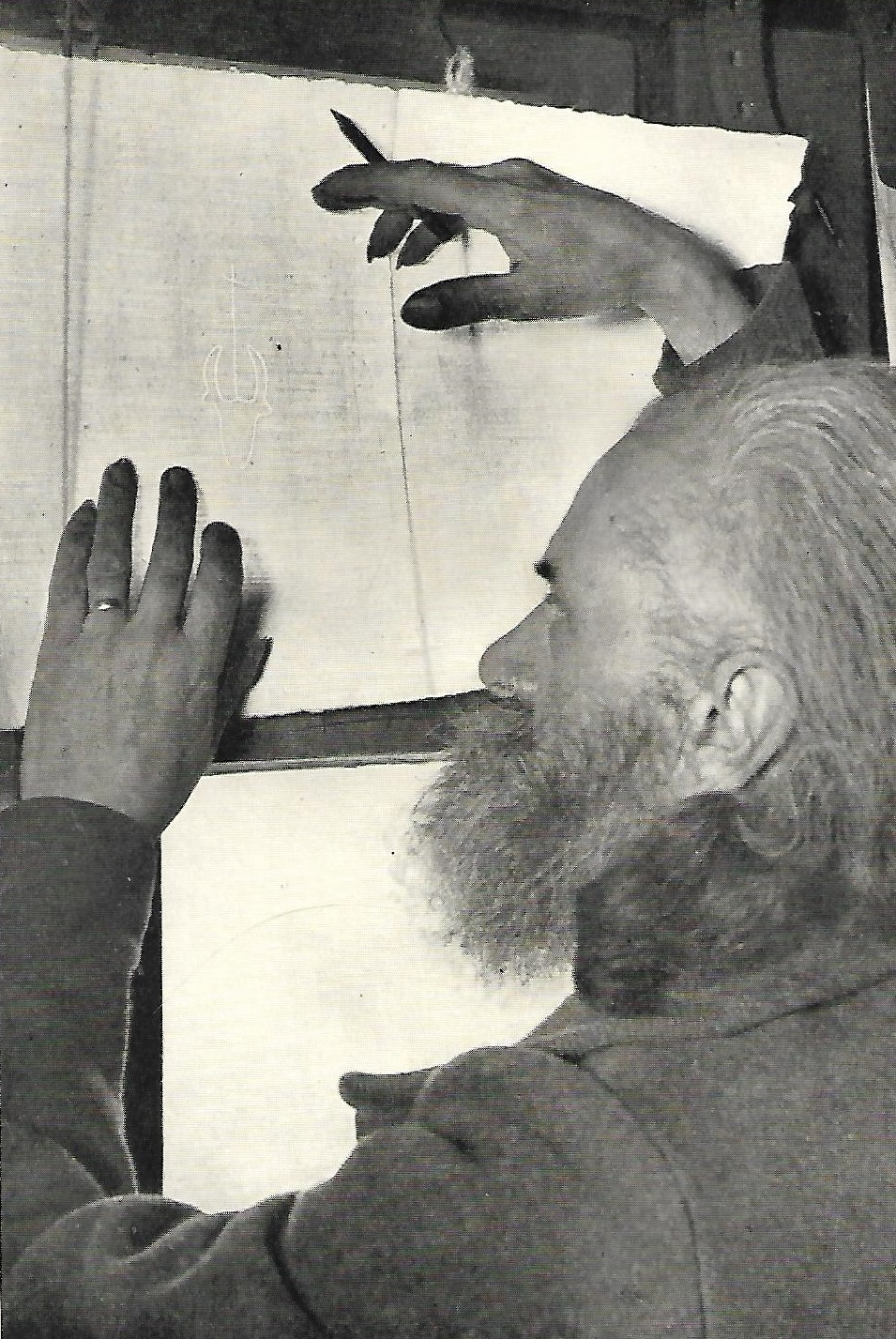
Karl Theodor Weiß

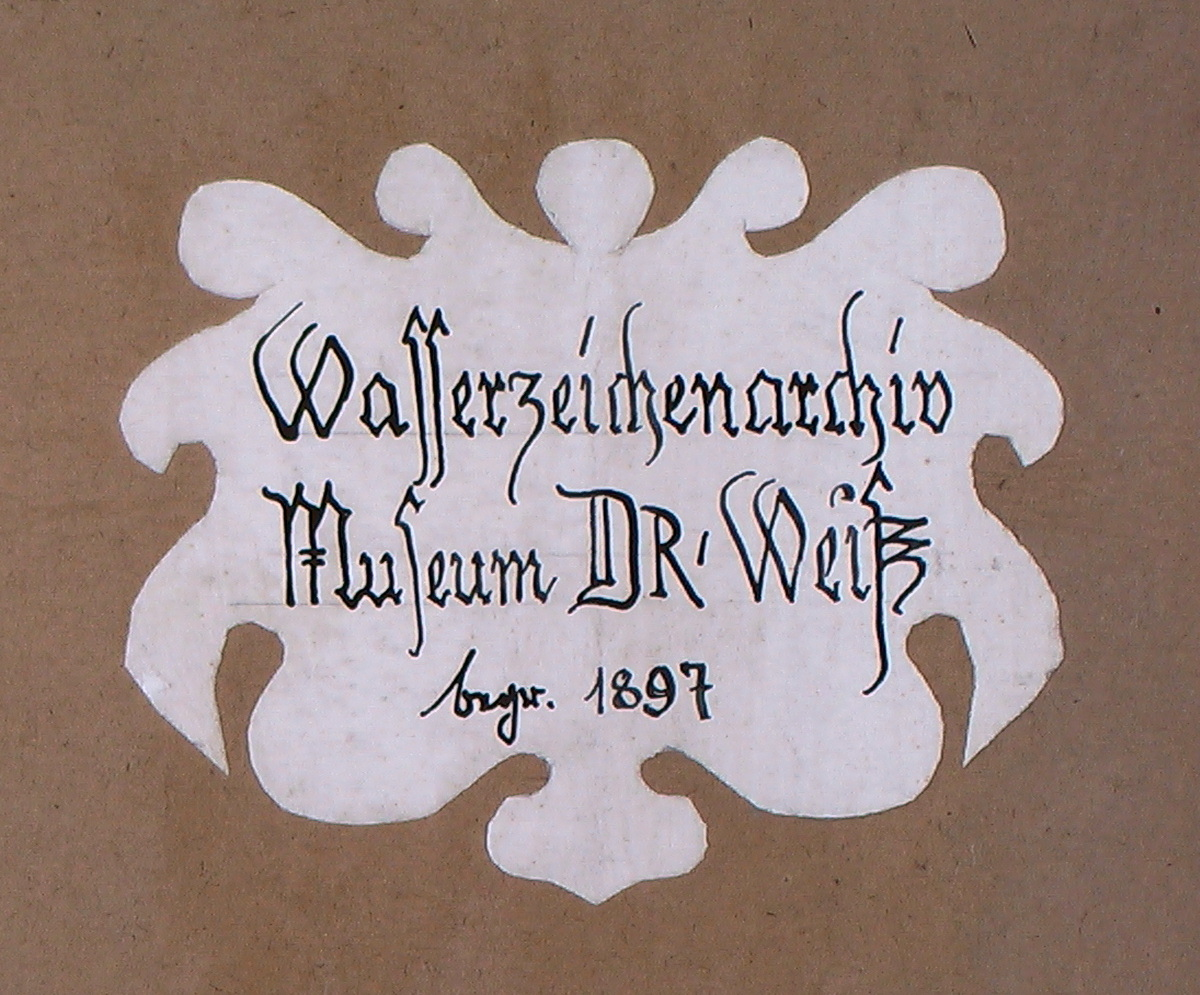
Karl Theodor Weiss: Etikett Wasserzeichenarchiv Museum DR. Weiß, begr. 1897

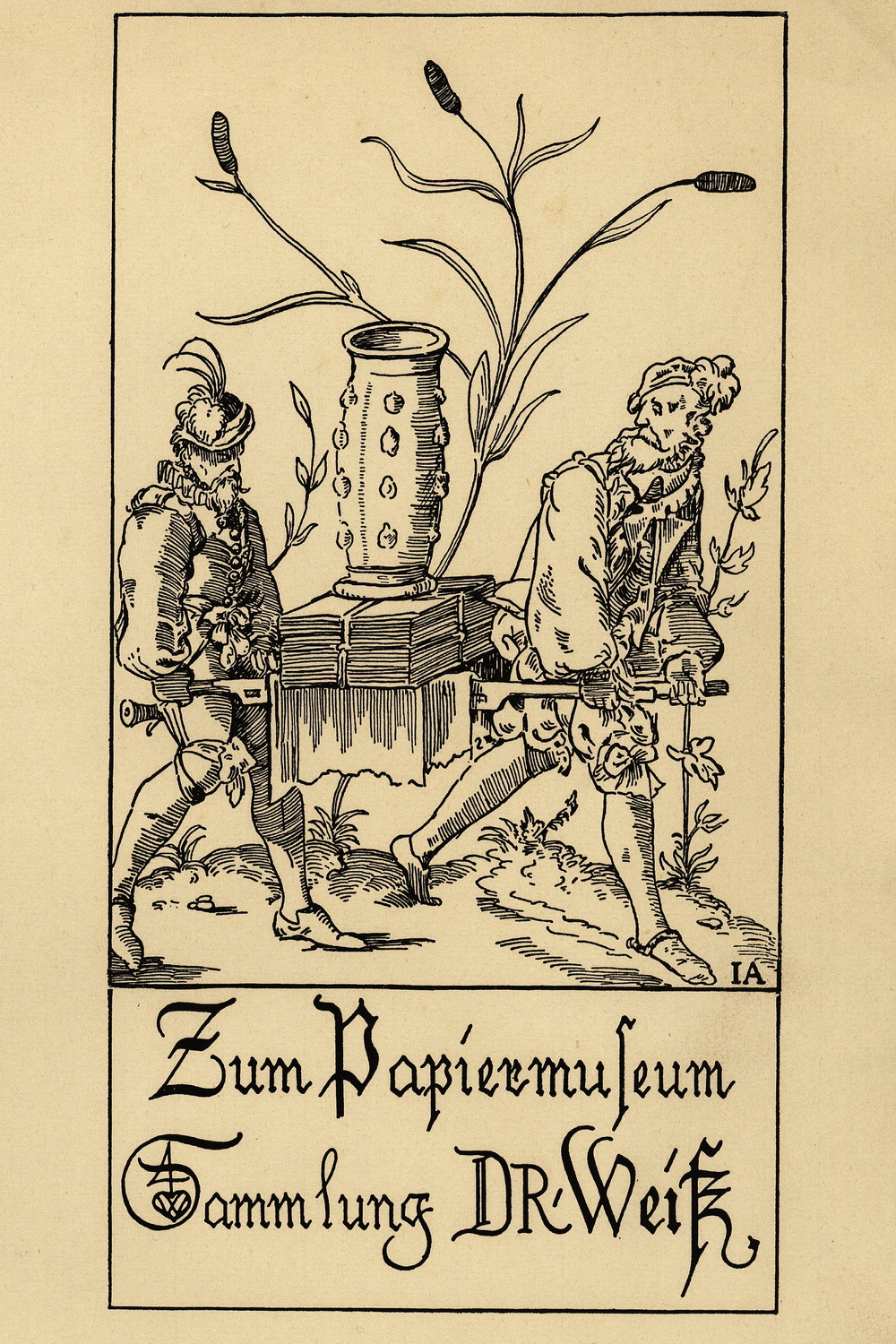
Zwei Buchdrucker aus dem Kartenspiel von Jost Amman (1588) auf dem Weg zum Papiermuseum

Das Deutsche Papiermuseum ist eine 1897 als Privatinitiative von Karl Theodor Weiß ins Leben gerufene museale Sammlung und kulturgeschichtliche Einrichtung, die nach dem Tod des Gründers von dessen Sohn Wisso Weiß betreut wurde und von 1957 bis 1964 unter dessen Leitung als selbstständige staatliche Einrichtung ihren Sitz in Greiz hatte, um dann als Sachgebiet in das von Fritz Funke geleitete Deutsche Buch- und Schriftmuseum der Deutschen Bücherei Leipzig übernommen zu werden und 1970 in den von Wolfgang Schlieder geleiteten Papierhistorischen Sammlungen des Museums aufzugehen.

## Geschichte

### Die Periode der Privatinitiative des Gründers (1897 bis 1945)
Schon als Gymnasiast hatte sich Karl Theodor Weiß für alte Bücher und Handschriften interessiert. Aus Interesse für Wasserzeichen begann er mit dem Sammeln handgeschöpfter Papiere. Einige Mappenschilder belegen, dass die „Papiergeschichtliche Sammlung“ bereits 1892 begonnen wurde. 1897 gründete er nominell das „Deutsche Papier=Museum“ und ließ sich bei dessen Aufbau von wissenschaftlichen Interessen leiten. Im Zentrum standen die Wasserzeichenpapiere als Sachzeugnisse jahrhundertelanger Papierfertigung und die Frage nach den damit ursächlich in Verbindung stehenden Papiermühlen und Papiermachern. Neben schriftlichen und bildlichen Quellen interessierten dabei auch Gerätschaften wie Schöpfformen oder Aufhängekreuze. Um 1910 startete er im Deutschen Reich und auch darüber hinaus eine systematische papiergeschichtliche Erhebung, indem er an Papierfabriken, Archive, Bibliotheken, Pfarrämter und Einzelforscher einen gedruckten Fragebogen verschickte, dessen Auflage auf mindestens 5000 Exemplare beziffert wird. Den Rücklauf an Informationen, an Wasserzeichenpapieren und anderen Quellen galt es nun systematisch zu dokumentieren und abzulegen. Druckschriften wurden in die „Fachbücherei“ eingeordnet, der im Frühjahr 1914 begonnene Papiermacherkatalog erfasste auch genealogische Informationen und Wirkungsstätten. Die Wasserzeichenpapiere wurden den beiden Abteilungen der Papiergeschichtlichen Sammlung zugeordnet. Papiere, deren Wasserzeichen keiner Papiermühle zugeordnet werden konnten, wurden in 50 Sachgruppen nach Motiv bzw. Verwendungszusammenhang abgelegt. Die zweite Abteilung war nach Ländern, Orten und Papiermühlen geordnet. Dazu vorliegende Informationen wie Quellenexzerpte, Briefwechsel etc. wurden als „Historische Notizen“ den jeweiligen Bestandseinheiten vorangestellt. Die gesammelten Originalpapiere, aber auch per Bleistiftpause oder per Lichtpause gewonnene Wasserzeichenreproduktionen wurden in Abfolge der Papiermühlenbetreiber und der von ihnen verwendeten Wasserzeichenmotive abgelegt, wobei die Struktur mit wachsendem Erkenntnisstand verfeinert oder umgruppiert wurde. Während der zu Beginn des 20. Jahrhunderts führende Wasserzeichenforscher Charles-Moïse Briquet seinen Dokumentationszeitraum vornehmlich auf die Zeit bis 1600 beschränkte, legte Weiß seiner Sammlung keine solchen zeitlichen Begrenzungen an.
In einer 1915 publizierten Fallstudie über die Geschichte der Papiermühle Stockach legte Weiß seinen Forschungsansatz und seine dabei angewandte Dokumentationsmethode dar. Er stellte fest, dass auf Grund seines Wasserzeichens jedes Blatt Papier eine wertvolle geschichtliche Urkunde darstellt. Das Wappen der Stadt Stockach diente als Wasserzeichenmotiv, und so ließen sich Belegstücke aus der Zeit zwischen 1596 und 1633 ermitteln, die sich in Schreibpapier, teilweise auch in Druckpapier nachweisen ließen. Ein Wechsel der beigefügten Initialen zwischen den Jahren 1600 und 1602 zeigte zudem eine Veränderung der Papiermühlenbetreiber an. Ausgehend von diesem Befund ließen sich weitere historische Recherchen anstellen. Unter Berücksichtigung des Fertigungsprozesses in den Papiermühlen, bei dem die Papiermacher an der Schöpfbütte mit einem Formenpaar arbeiteten, ermittelte Weiß die dabei in den Bogen je zur Hälfte auftretenden Varianten. Auf Basis dieser Tatsache betonte Weiß nachdrücklich, dass es keine einzelnen Wasserzeichen gibt, sondern ausschließlich Wasserzeichenpaare. Da die Wasserzeichen zudem im Arbeitsprozess einem Verschleiß unterliegen, gilt es diese Deformationen in wohlgeordneten Entwicklungsreihen zu dokumentieren.
Das Deutsche Papiermuseum sollte auf Basis der als Privatleistung erbrachten Sammlungs- und Dokumentationsarbeit als öffentliche Einrichtung zu einer Zentralstelle für Wasserzeichenfragen entwickelt werden. Diese Vorleistungen sollten nicht in Privathände, sondern in die Obhut einer staatlichen Einrichtung gelangen. Deshalb wurde die Sammlung nicht für die 1938 vom Verein der Zellstoff- und Papierchemiker und -Ingenieure (Verein Zellcheming) gegründete und in Mainz ansässige Forschungsstelle Papiergeschichte zur Verfügung gestellt. Stattdessen wurde die unter schwierigsten Verhältnissen in Mönchweiler untergebrachte Sammlung 1939 nach Thüringen verbracht, als Wisso Weiß seine Eltern zu sich nach Erfurt holte, wodurch auch eine Weitergabe der Forschungs- und Dokumentationsmethoden in die nächste Generation erfolgte. Vergeblich suchte Karl Theodor Weiß 1941 die Bezeichnung „Deutsches Papiermuseum“ gegen anderweitige Verwendung zu schützen, als in Düren auf Basis der Wasserzeichensammlungen des Papierfabrikanten Erich Schwanke eine so benannte Einrichtung entstehen sollte.

### Interimsperiode (1945 bis 1957)
Damit das Erreichte nicht vergeblich war, übernahm Wisso Weiß nach dem am 12. Mai 1945 erfolgten Tod des Vaters nicht nur die hinterlassene Sammlung, sondern auch die Aufgabe, diese als Ganzes in eine öffentliche Kultureinrichtung zu überführen. 1949 gab er seine Tätigkeit in der Wohnungswirtschaft auf und befasste sich ausschließlich mit papiergeschichtlichen Forschungen. Mehrere Jahre stand die vom 1951 gegründeten Johann-Sebastian-Bach-Institut in Göttingen angeregte und staatlich finanzierte Erhebung der Wasserzeichen in den Notenhandschriften von Johann Sebastian Bach und eine Monografie über die Thüringer Papiermühlen und ihre Wasserzeichen im Zentrum der Tätigkeit. Vergeblich kam es zu Korrespondenz mit dem Rat der Stadt Leipzig und dem damaligen Direktor des Deutschen Buch- und Schriftmuseums, Hans H. Bockwitz, sowie mit Aloys Ruppel, dem Direktor des Gutenberg-Museums in Mainz.

### Deutsches Papiermuseum Greiz (1957 bis 1964)
Im April 1957 erfolgte der Ankauf der Privatsammlung durch die Regierung der DDR, Ministerium für Kultur. Das Museum wurde im Unteren Schloss in Greiz untergebracht. Die Standortentscheidung verdankte sich vor allem der Initiative des Dezernenten für Volksbildung beim Rat der Stadt sowie des Werkleiters der VEB Papierfabrik Greiz und der Leiterin des örtlichen Heimatmuseums. In einer Anlage zum Übernahmevertrag wurden die Aufgaben des Museums umrissen und in 9 Punkten festgehalten. Das Gesamtgebiet der Entwicklungsgeschichte des Papiers sollte nach modernen wissenschaftlichen Methoden erforscht und der Allgemeinheit zugänglich gemacht werden. Dabei interessierten die Herstellung des Papiers unter Einschluss der Roh- und Hilfsstoffe, ebenso die Verarbeitung und Verwendung. Das Papiermuseum sollte zur „zentralen nationalen Sammel-, Forschungs- und Belehrungsstätte zur Kulturgeschichte des Papiers“ ausgestaltet werden. Der Sammlungsauftrag lautete, Papierproben vom ersten Auftreten in Europa bis zur aktuellen Gegenwart zu sammeln. Wasserzeichen in Handbüttenpapier sollte sowohl als Originale, als auch als Pausen (der damals vorherrschenden Form der bildlichen Wasserzeichenerfassung) gesammelt werden, wobei systematisch geordnete Entwicklungsreihen angestrebt wurden. Die Verzeichnungsarbeit galt der Erfassung der Papiermacher, der Papiermühlen und Papierfabriken, der technischen Denkmale, Pläne und Zeichnungen sowie der einschlägigen Fachliteratur. Weitere Punkte dieses Arbeitsprogramms galten dem Aufbau einer Dauerausstellung sowie der Durchführung wechselnder und wandernder Ausstellungen, der Förderung der papiergeschichtlichen Forschung und Auskunftserteilung und einer engen Zusammenarbeit mit der volkseigenen Industrie.
Das Museum wurde am 7. Oktober 1957 (Nationalfeiertag der DDR) mit der Sonderausstellung „Handgeschöpftes Büttenpapier – gestern und heute“ eröffnet. Die Ausstellung wurde im Anschluss in der Deutschen Staatsbibliothek Berlin, in Weimar und in Leipzig im Rahmen der Internationalen Buchkunstausstellung gezeigt. Eine zweite Sonderausstellung im Jahr 1958 galt dem Jubiläum „10 Jahre VEB Papierfabrik Greiz“. Als 1961 in Erfurt die Internationale Gartenbauausstellung durchgeführt wurde, beteiligte sich das Deutsche Papiermuseum mit der Schau „Pflanzen als Rohstoffe des Papiers“. Parallel dazu trat das Deutsche Papiermuseum und sein Leiter wissenschaftlich in Erscheinung. Wisso Weiß beteiligte sich 1960 an der ersten wissenschaftlichen Papierhistorikertagung in der DDR, setzte die Veröffentlichung von Aufsätzen im Gutenberg-Jahrbuch fort, erwies dem Museumsstandort Reverenz und war 1959 eines der zwölf Gründungsmitglieder der Internationalen Arbeitsgemeinschaft der Papierhistoriker (IPH). Ein herausragendes Ziel der Museumsarbeit war erreicht, als 1962 nach jahrzehntelanger Vorarbeit unter dem Namen des Museumsgründers das auf den aktuellen Forschungsstand gebrachte „Handbuch der Wasserzeichenkunde“ veröffentlicht werden konnte.

### Integration in das Deutsche Buch- und Schriftmuseum
Da die Museumsarbeit in Greiz an Grenzen stieß (Raummangel behinderte die Einrichtung einer Dauerausstellung, die Bearbeitung von Sammlungsneuzugängen konnte nicht Schritt halten und es war zu wenig Zeit für die wissenschaftliche Arbeit), reagierte Wisso Weiß bereits nach wenigen Jahren sehr positiv auf Vorschläge, das Deutsche Papiermuseum nach Leipzig zu verlegen. Seit dem 11. Dezember 1959 lag hierzu auch ein entsprechender Ratsbeschluss des damaligen Rechtsträgers, der Stadt Greiz, vor. In Fritz Funke fand er dabei einen engagierten Unterstützer. Als Nachfolger von Hans H. Bockwitz war dieser als Museumsdirektor bestens mit papiergeschichtlichen Fragestellungen vertraut. Als die Greizer Einrichtung im Lauf des Jahres 1964 als Sachgebiet übernommen wurde, konnten nicht nur Wisso Weiß, sondern auch Wolfgang Schlieder und Gertraude Spoer als Mitarbeiter gewonnen werden. Nach der 1969 erfolgten Pensionierung von Wisso Weiß wurde Schlieder die verantwortliche Leitung der Papierhistorischen Sammlungen übertragen und der traditionsreiche Name „Deutsches Papiermuseum“ trotz des Widerspruchs des bisherigen Leiters aufgegeben. In der Bezeichnung „Sammlung Deutsches Papiermuseum“ für die von Karl Theodor Weiß begründeten Wasserzeichensammlung lebt die ursprüngliche Absicht fort. Eine zeitliche Beschränkung der Wasserzeichensammlung auf die Epoche vom ersten Auftreten der Filigrane im letzten Viertel des 13. Jahrhunderts bis zum Jahr 1600 (so Charles-Moïse Briquet) oder auf den Zeitraum bis zum Dreißigjährigen Krieg (so Gerhard Piccard) wurde von Karl Theodor Weiß und von Wisso Weiß stets abgelehnt: „Es gibt nur eine einheitliche Wasserzeichenkunde. Objekt der Wissenschaft von den Wasserzeichen sind die Zeichen im Papier, wie sie von ihrem ersten Auftreten bis zum Ende der Handpapierzeit bzw. bis zum heutigen Tage in Erscheinung treten.“ Deshalb sind für die aus dieser Tradition erwachsenen Sammlungen nicht nur die Wasserzeichen aus der Zeit handgeschöpfter Papiere von Interesse, sondern auch Wasserzeichen in maschinell gefertigten Papieren werden gesammelt und dokumentiert. Die Breite dieses Ansatzes, die quantitative Dichte der Belegstücke und die Detailliertheit der Erschließung gibt der Sammlung für die Fragestellungen vieler Disziplinen – man denke an die Editionswissenschaft, die Historische Musikwissenschaft und die Kunstwissenschaft, die Buch- und Druckgeschichte, die Konservierungs- und Restaurierungswissenschaft etc. – eine herausgehobene Bedeutung.

## Ehrungen
- Silbermedaille der Stadt Leipzig für ausgezeichnete Leistungen auf dem Gebiete der Papierkunde[39]

## Archivalien
- Registratur des Deutschen Papiermuseums Greiz (1957–1964)